# Lassen Volcanic Wilderness
La Lassen Volcanic Wilderness est une aire protégée américaine située au sein du parc national volcanique de Lassen, en Californie. Fondée le 19 octobre 1972, elle protège 74 % du parc.

## Sites intéressants
- Lassen Volcanic National Park
  - Pic Lassen
  - Lac Lower Twin